# Thread (comunicazione online)
Nei forum, nei newsgroup e nelle chat, un thread (in italiano raramente filone) indica una discussione su uno specifico argomento, detto topic..
Solitamente un primo utente stabilisce un argomento (topic) e le risposte degli altri utenti costituiscono una discussione, che prende appunto il nome di thread. Il singolo thread si presenta in maniera unitaria con i vari contributi posti uno sotto l'altro in sequenza, tipicamente in ordine cronologico (dal primo fino al più recente).
Nell'ambito della ricerca sul teleapprendimento il thread è particolarmente interessante, in quanto dagli sviluppi dell'interazione tra gli utenti è possibile cogliere il processo di condivisione e costruzione della conoscenza.
Il threading come forma di giornalismo interattivo è diventato popolare su Twitter dal 2016 in poi. Autori come Eric Garland e Seth Abramson iniziarono a pubblicare saggi in tempo reale, costruendoli come una serie di tweet numerati, ciascuno limitato a 140 o 280 caratteri.

## Vantaggi

### Eliminaturn-takinge vincoli di tempo
Le discussioni in thread consentono ai lettori di comprendere rapidamente la struttura generale di una conversazione, isolare punti specifici delle conversazioni nidificate all'interno dei thread e, di conseguenza, pubblicare nuovi messaggi per estendere le discussioni in qualsiasi thread o sotto-thread esistente senza vincoli di tempo. Con i thread lineari invece, una volta che l'argomento si sposta su un nuovo punto di discussione, gli utenti sono meno inclini a fare post per rivisitare e ampliare i punti di discussione precedenti per evitare di frammentare la conversazione lineare simile a quanto accade con i turn-taking (in cui i partecipanti parlano uno alla volta a turni alternati) nelle conversazioni faccia a faccia. Inoltre sono obbligati a fare una mozione per rimanere in tema o muoversi per cambiare argomento di discussione. Dato questo vantaggio, la discussione in thread è utile per facilitare conversazioni o dibattiti estesi che implicano attività complesse in più fasi (ad es. identificare le premesse principali, contestare la veridicità, condividere le prove, mettere in dubbio l'accuratezza, la validità o la pertinenza delle prove presentate) come spesso si trova nelle newsgroup e nelle complesse catene di posta elettronica, al contrario delle semplici attività in un unico passaggio (ad esempio pubblicare o condividere risposte a una semplice domanda).

### Targeting dei messaggi
La posta elettronica consente di indirizzare i messaggi a particolari membri del pubblico utilizzando le righe "A" e "CC". Tuttavia, alcuni sistemi di messaggistica non dispongono di questa opzione. Di conseguenza, può essere difficile determinare il destinatario previsto di un particolare messaggio. Quando i messaggi vengono visualizzati gerarchicamente, è più facile identificare visivamente l'autore del messaggio precedente.

### Elenco ordinato delle discussione
Può essere difficile elaborare, analizzare, valutare, sintetizzare e integrare informazioni importanti durante la visualizzazione di grandi elenchi di messaggi. Raggruppare i messaggi per thread rende il processo di revisione di un gran numero di messaggi nel contesto di un determinato argomento di discussione più efficiente in termini di tempo e con meno sforzo mentale, rendendo così più tempo e risorse mentali disponibili per estendere e far avanzare ulteriormente le discussioni all'interno di ogni singolo thread.

### Risposte in tempo reale
Quando un autore apre un thread su Twitter, gli utenti sono in grado di rispondere a ogni tweet del thread, spesso prima che l'autore pubblichi il messaggio successivo. Ciò consente all'autore di includere le risposte come parte dei messaggi successivi.

## Svantaggi

### Affidabilità
Il threading accurato dei messaggi richiede che il software di posta elettronica identifichi i messaggi che sono risposte ad altri messaggi.
Alcuni algoritmi utilizzati per questo scopo possono essere inaffidabili. Ad esempio, i client di posta elettronica che utilizzano la riga dell'oggetto per mettere in relazione i messaggi possono essere ingannati da due messaggi non correlati che hanno lo stesso oggetto.
I moderni client di posta elettronica utilizzano identificatori univoci nelle intestazioni di posta elettronica per individuare il messaggio padre e radice nella gerarchia. Quando i client non conformi partecipano alle discussioni, possono confondere il threading dei messaggi poiché dipende dal fatto che tutti i client rispettino questi standard di posta facoltativi durante la composizione delle risposte ai messaggi.

### Controllo dei singoli messaggi
I messaggi all'interno di un thread non forniscono sempre all'utente le stesse opzioni dei singoli messaggi. Ad esempio, potrebbe non essere possibile spostare, aggiungere a "Speciali", rispondere, archiviare o eliminare singoli messaggi contenuti in un thread.
La mancanza di un controllo individuale dei messaggi può impedire che i sistemi di messaggistica vengano utilizzati come elenchi di attività (una funzione comune delle cartelle di posta elettronica). I singoli messaggi che contengono informazioni relative a un'attività possono facilmente perdersi in un lungo thread di messaggi.

### Discussioni parallele
Con il threading conversazionale, è molto più semplice rispondere a singoli messaggi non recenti nel thread. Di conseguenza, spesso si verifica più di un thread di discussione in parallelo. Seguire, rivisitare e partecipare a discussioni parallele allo stesso tempo può essere faticoso. Seguire discussioni parallele può essere particolarmente disorientante e può inibire le discussioni quando i thread di discussione non sono organizzati in una struttura coerente, concettuale o logica (ad esempio, thread che presentano argomenti a sostegno di una data affermazione in discussione mescolati a thread che presentano argomenti in opposizione alla domanda).

### Frammentazione temporale
La frammentazione dei thread può essere particolarmente problematica per i sistemi che consentono agli utenti di scegliere diverse modalità di visualizzazione (gerarchica o lineare). Gli utenti della modalità di visualizzazione gerarchica risponderanno ai messaggi meno recenti, confondendo gli utenti della modalità di visualizzazione lineare.

## Galleria d'immagini

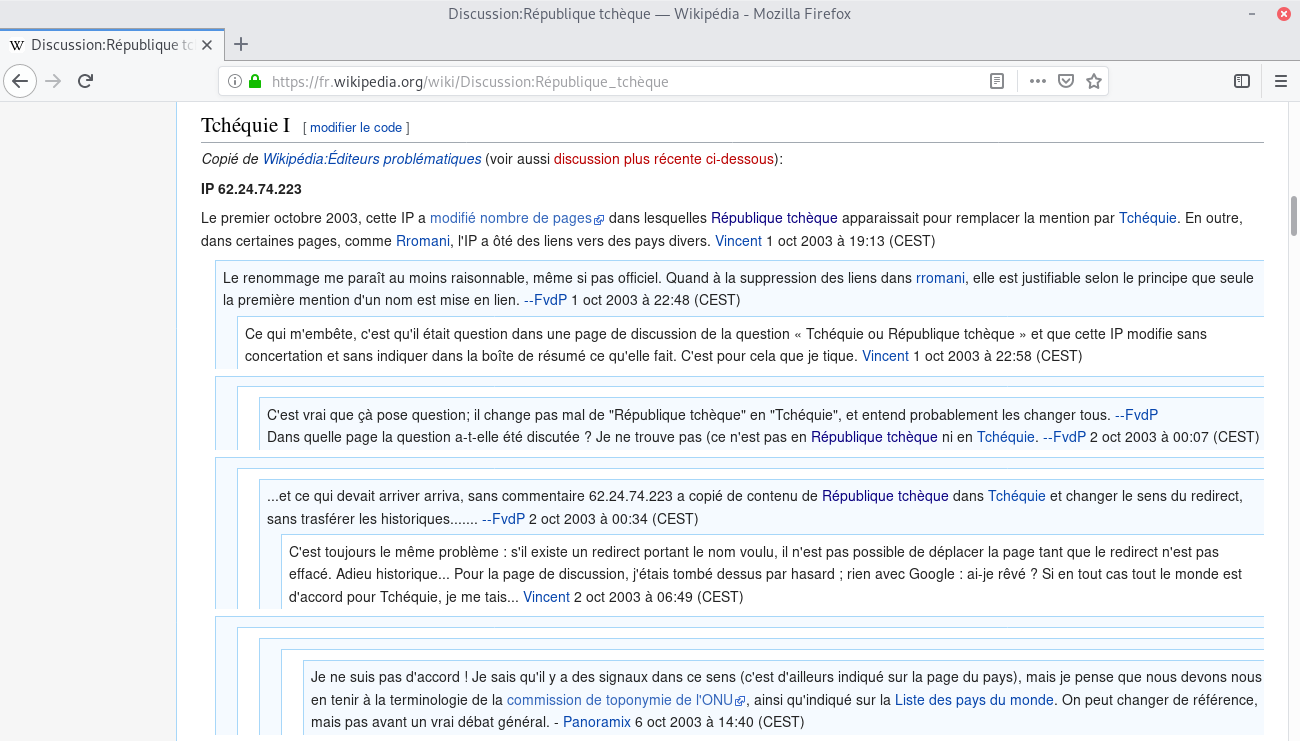
Esempio di thread
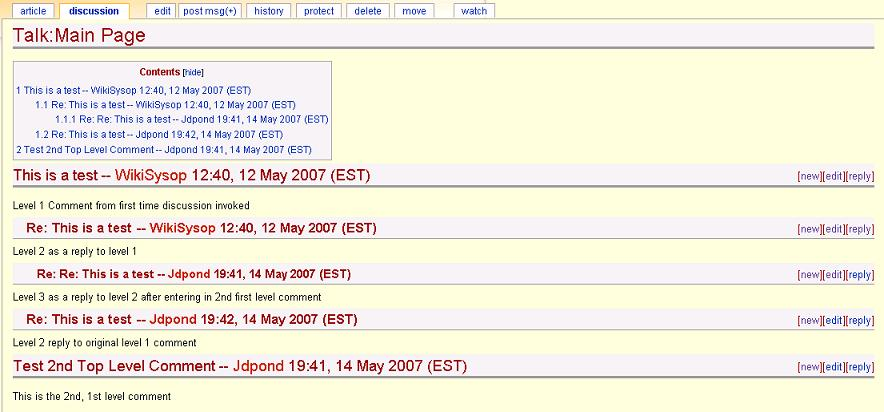
Esempio di thread
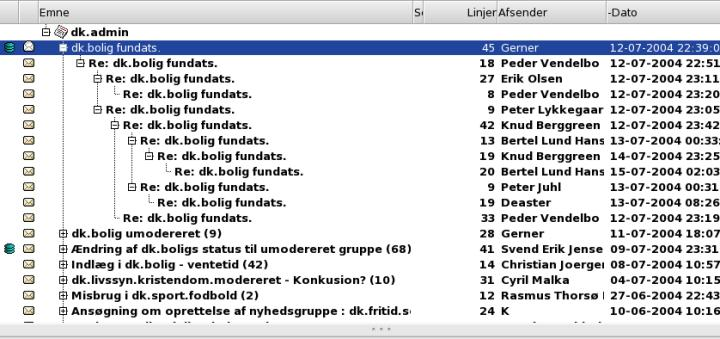
Thread in un gruppo di discussione. Al livello superiore, una discussione con diversi post. Accanto all'oggetto per ogni messaggio viene mostrato il numero di righe, il mittente e la data.